# Landschaft. Meeresufer mit Bäumen
Landschaft. Meeresufer mit Bäumen (französisch Paysage. Bord de mer avec arbres) ist ein in der zweiten Hälfte des 19. Jahrhunderts in Frankreich entstandenes Gemälde eines unbekannten Künstlers. Das Bild wurde zeitweise dem Maler Édouard Manet zugeschrieben. Es hat eine Höhe von 27,5 cm und eine Breite von 38,5 cm. Zunächst wurde es in Öl auf Papier gemalt, später mit Leinwand verstärkt (Marouflagetechnik). Zu sehen ist eine baumbestandene Landschaft mit Personen im Vordergrund. Am Horizont sind zudem Segelboote auf dem Meer zu erkennen. Das Wallraf-Richartz-Museum in Köln erwarb das Werk während des Zweiten Weltkrieges im französischen Kunsthandel. Nach dem Krieg wurde es beschlagnahmt und an Frankreich zurückgegeben. Es befindet sich in der Sammlung des Louvre in Paris.

## Beschreibung
Der Manet-Biograf Théodore Duret betitelte das Gemälde als Petit paysage (Kleines Landschaftsbild) und charakterisierte damit sowohl die Größe des Bildes wie auch den Inhalt der Darstellung. Das als Querformat ausgeführte Werk zeigt im Vordergrund eine in Ocker- und Grüntönen skizzierte und von Bäumen flankierte Ebene. Rechts vorn steht ein Baum mit einem kräftigen Stamm, dessen Krone vom oberen Bildrand beschnitten wird. Sein belaubtes Astwerk reicht bis weit zur Bildmitte und nimmt den Großteil der oberen Bildhälfte ein. Links sind in mittlerer Entfernung zwei hintereinanderstehende Bäume mit ebenfalls zur Mitte ragenden Ästen zu sehen. Hinter diesen Bäumen ist auf beiden Seiten im Hintergrund eine dichte grüne Vegetation auszumachen. Die vorderen Bäume – in der Literatur als „pin maritime“ (See-Kiefer) identifiziert – bilden mit ihren Ästen über der mittleren Fläche eine Art Schatten spendendes grünes Dach. Zwischen den Bäumen geht der Blick zum Meer, das in der Ferne die Horizontlinie bildet. Auf der blauen Wasserfläche sind als kleine weiße Dreiecke drei Segelboote in Szene gesetzt. Darüber leuchtet ein bewölkter Himmel. Den Vordergrund bevölkern zwei weibliche Figuren, die sich neben dem Baum auf der rechten Seite eingefunden haben. Während eine Frau mit dem Rücken zum Baum auf der Erde sitzt, steht ihr die andere gegenüber. Beide tragen helle Sommerhüte und graubeige lange Kleider. Das Bild ist – nur schwer erkennbar – unten rechts mit „Manet“ signiert. Diese Signatur stammt jedoch nicht von Édouard Manet, wie Adolphe Tabarant feststellte.

## Ehemalige Zuschreibung an Manet
Die erste Erwähnung des Bildes erfolgte 1902 durch Théodore Duret, der das Werk Édouard Manet zuschrieb. Zu Manets Lebzeiten wurde das Gemälde nicht öffentlich gezeigt. Es findet sich weder in seinen Verkaufsunterlagen Hinweise auf das Bild, noch befand es sich in seinem Nachlass. Zudem hat keine Person aus dem direkten Umfeld des Künstlers die Urheberschaft Manets bestätigt. Sowohl seine Witwe Suzanne wie auch sein im selben Haushalt lebendes Patenkind Léon Leenhoff waren 1902 noch am Leben und hätten hierzu befragt werden können. Letzterer war zudem an der Inventarisierung des Ateliers von Manet beteiligt und kannte dessen Werk im Detail. Durets Bildtitel Petit paysage gibt keinen Hinweis auf einen konkreten Ort. Er datierte das Bild auf „um 1857“ und sah darin eine Malweise im Stil von Jean-Baptiste Camille Corot, die zu jener Zeit sehr beliebt gewesen sei. Beispiele für ähnliche Motive bei Corot sind die Gemälde Weiden (National Gallery of Ireland) und Ziegenhirte mit Blick auf den Golf (Virginia Museum of Fine Arts).

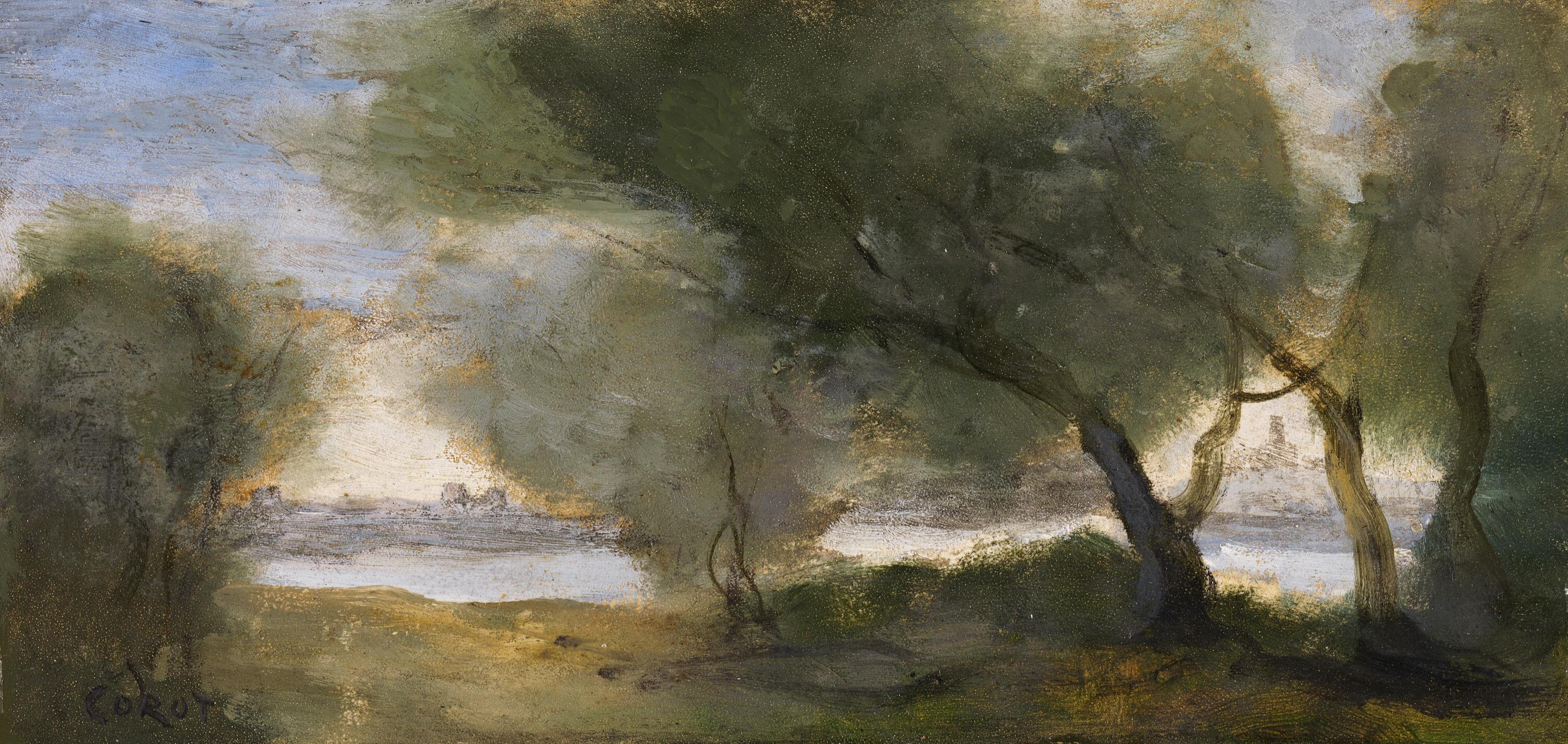
Jean-Baptiste Camille Corot: Weiden
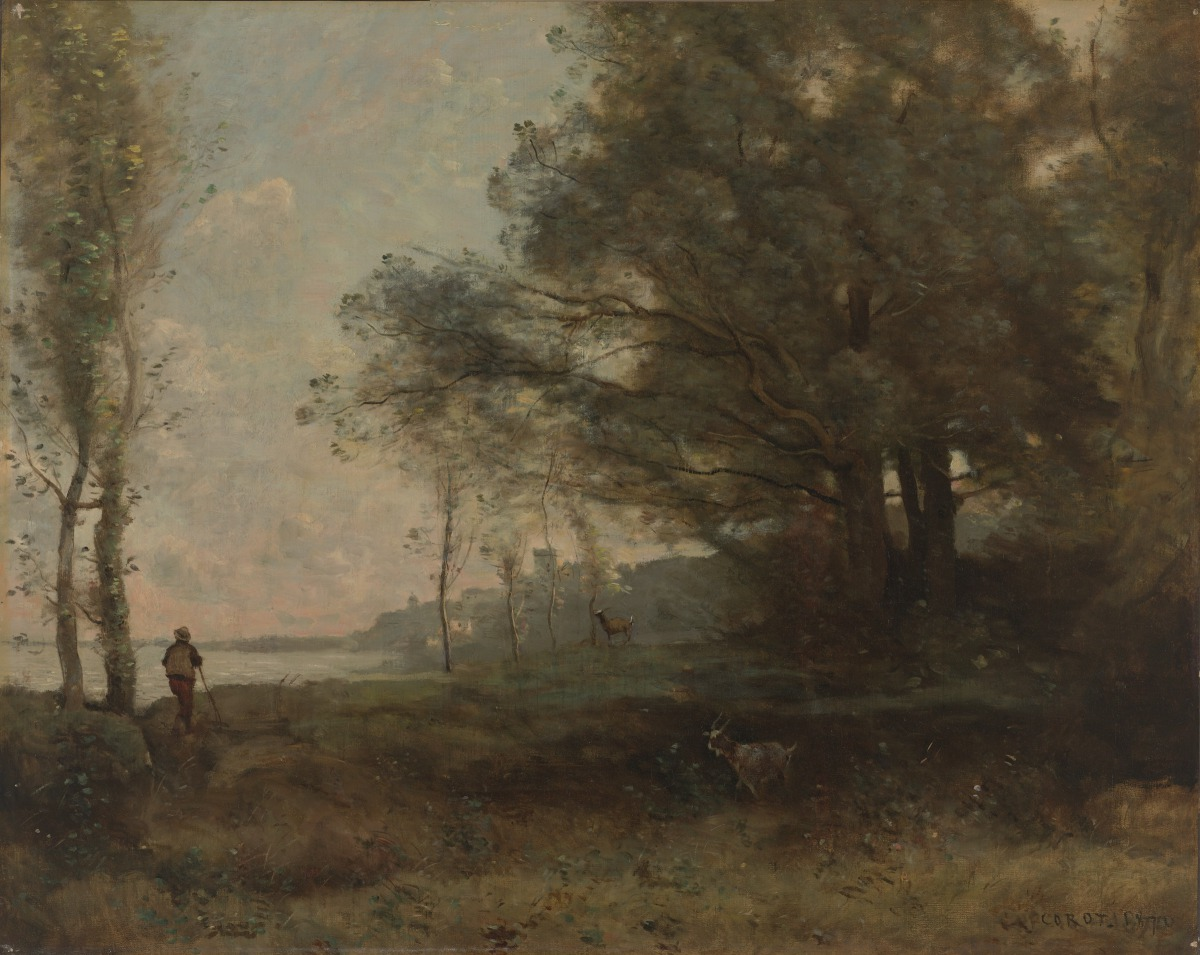
Jean-Baptiste Camille Corot: Ziegenhirte mit Blick auf den Golf

Manet war von 1850 bis 1856 Schüler im Atelier des Malers Thomas Couture. Von Manets Frühwerk bis 1860 sind insgesamt nur wenige Werke erhalten. Einige Arbeiten zeigen deutlich den Einfluss seines Lehrers, andere Gemälde orientierten sich an italienische oder niederländische Vorbilder des Barock. Corot ist als mögliches Vorbild für Manets Werke hingegen nicht bekannt. In Manets Frühwerk finden sich als Landschaftsmotive lediglich zwei Baumstudien von 1859 (beide Privatsammlung), die jedoch im Bildaufbau keine Übereinstimmungen zum Gemälde Landschaft. Meeresufer mit Bäumen aufweisen. Größere Ähnlichkeit in der Bildkomposition besteht zu Manets 1860 entstandenem Gemälde Die Studenten von Salamanca (Pola Museum of Art), ein der Literatur entlehntes Motiv, bei dem die Umgebung von Paris dem Maler als Landschaftsvorlage diente. In der detaillierten Ausführung des Gemäldes, insbesondere bei den Figuren im Vordergrund, zeigt sich, dass Manet zu dieser Zeit noch weit von seiner skizzenhaften Malweise in späteren Jahren entfernt war. Das Gemälde Landschaft. Meeresufer mit Bäumen kann aus stilistischen Gründen für das Frühwerk ausgeschlossen werden. Dennoch ist es in mehreren Werkverzeichnissen dem Frühwerk Manets zugeordnet: Adolphe Tabarant 1931 betitelte das Gemälde als Paysage (Landschaft) und schrieb es dem Frühwerk von 1850–1858 zu. Paul Jamot und Georges Wildenstein wählten den bereits von Duret genannten Bildtitel Petit paysage und datierten das Werk auf 1851–1860.

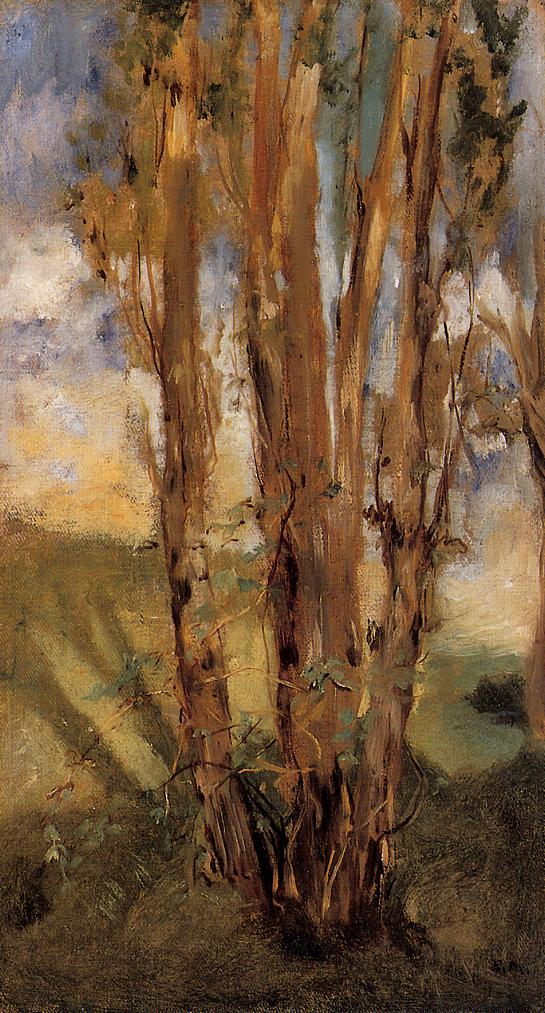
Édouard Manet: Baumstudie
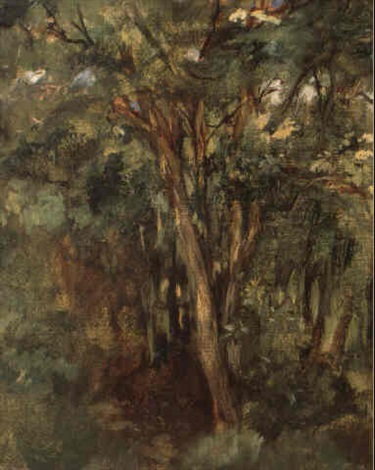
Édouard Manet: Baumstamm
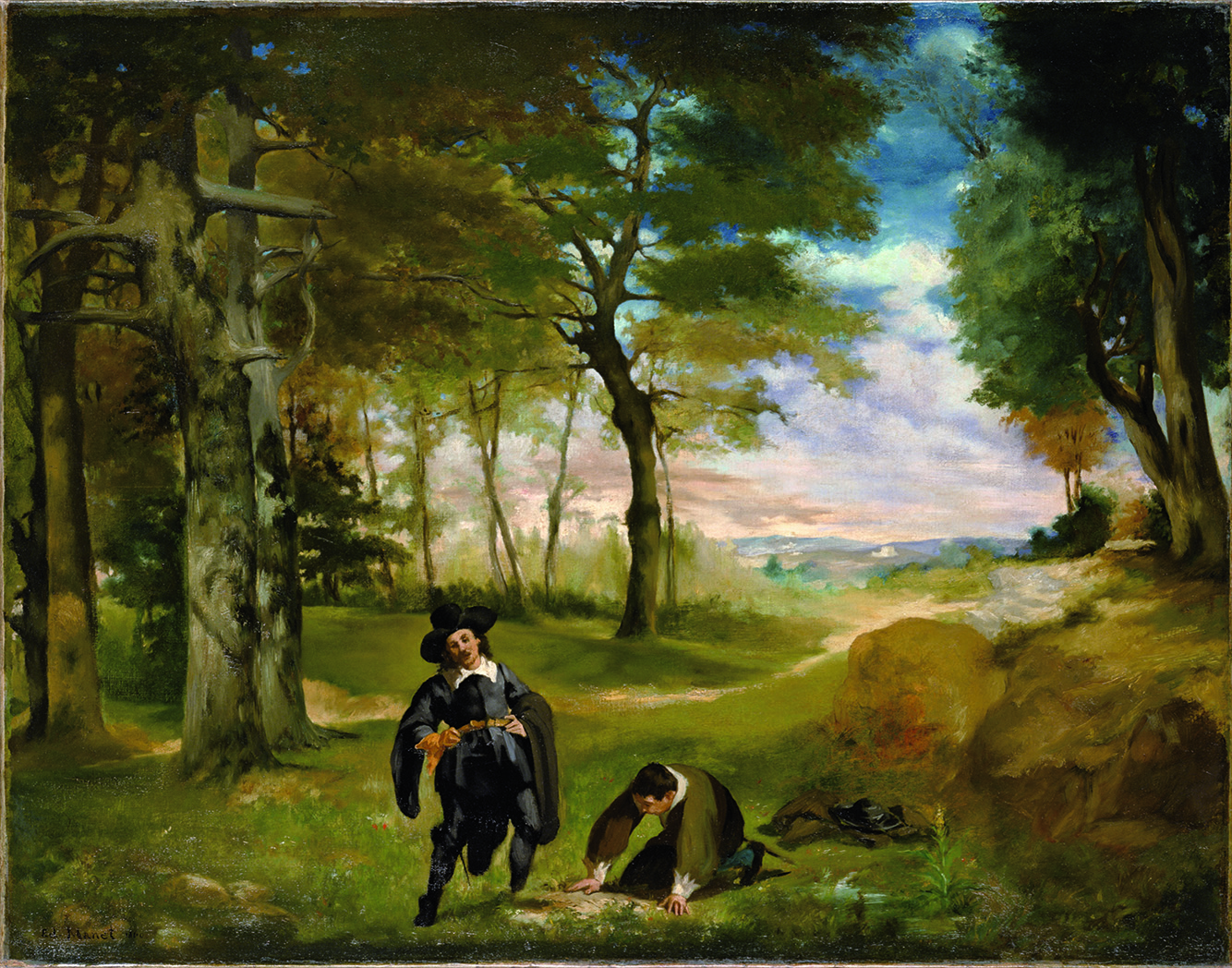
Édouard Manet: Die Studenten von Salamanca
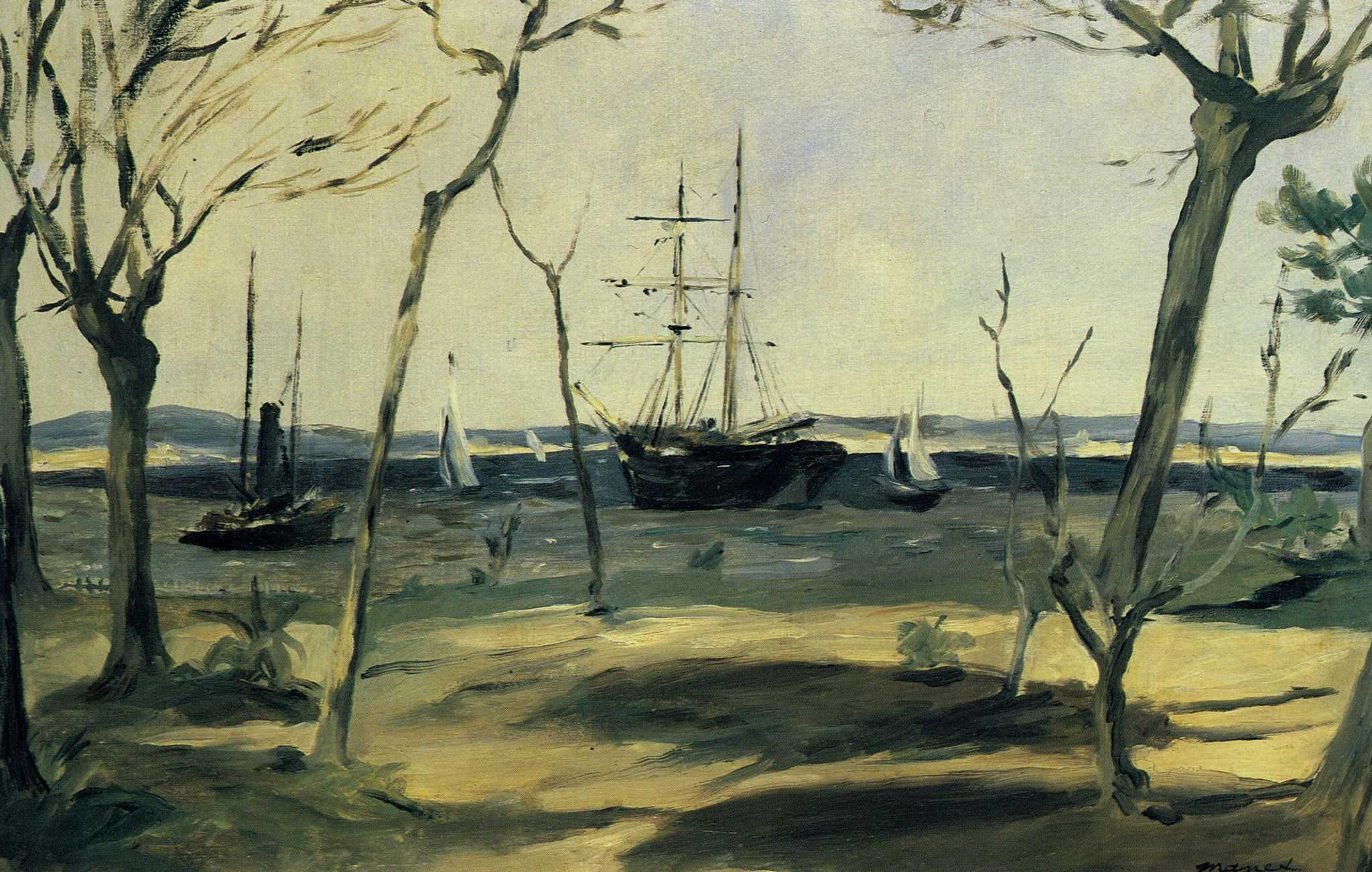
Édouard Manet: Das Bassin von Arcachon

Beim Verkauf des Gemäldes 1943 an das Wallraf-Richartz-Museum wurde es als Paysage avec figures (Landschaft mit Personen) oder Arcachon angeboten. Daneben gibt es aus dieser Zeit die Bezeichnung Mme Mandame et Mme Vibert dans le bassin d’Arcachon (Frau Mandame und Frau Vibert an der Bucht von Arcachon). Die genannte „Mme Mandame“ ist möglicherweise eine Falschschreibung von Manets Frau, „Mme Vibert“ ist ihre Schwester. Entsprechend revidierte Tabarant in seinem Werkverzeichnis von 1947 seine frühere Einordnung. Er datierte das Gemälde nun auf 1871 und gab ihm den Titel Sous le pins à Arcachon (Unter den Pinien von Acachon). In seiner Erläuterung zum Gemälde benannte er die beiden Personen nun als Madame Manet (Suzanne Manet) und ihre Schwester Marthe Vibert.
In der genannten Kleinstadt Arcachon an der südfranzösischen Atlantikküste traf Manet mit seiner Familie am 1. März 1871 ein und blieb dort für einen Monat, um nach dem Deutsch-Französischen Krieg die unruhige politische Lage in Paris abzuwarten. Während seines Aufenthaltes schuf er insgesamt sechs Gemälde, die alle eine der Jahreszeit entsprechende Atmosphäre zeigen. Das einzige Bild aus dieser Zeit, auf dem Bäume zu sehen sind, ist das Gemälde Das Bassin von Arcachon (Stiftung Bührle im Kunsthaus Zürich). Es zeigt, wie im Gemälde Landschaft. Meeresufer mit Bäumen, eine Ansicht des baumbestandenen Ufers mit Blick auf das Meer. Deutliche Unterschiede sind sowohl in der kargen Vegetation wie in der farblichen Umsetzung auszumachen. Manets Bild des Bassin zeigt die graue Stimmung des Vorfrühlings, während in Landschaft. Meeresufer mit Bäumen eine sommerliche Szenerie zu sehen ist. Darauf deutet auch die sommerliche Kleidung der beiden Figuren im Bild Landschaft. Meeresufer mit Bäumen hin. Ein Aufenthalt im sommerlichen Arcachon ist für Manet jedoch nicht belegt.
Im 1967 erschienen Manet-Werkverzeichnis von Sandra Orienti wird das Gemälde unter „weitere Manet zugeschriebene Werke“ gelistet und als Zwei Frauen (Gattin Manets und deren Schwester Marthe [?]) unter einer Pinie (Unter den Pinien von Acachon) bezeichnet. Im 1975 erschienenen Manet-Werkverzeichnis von Denis Rouart und Daniel Wildenstein wurde das Gemälde nicht mehr aufgenommen. Der Louvre und das französische Kulturministerium verwenden den Bildtitel Paysage. Bord de mer avec arbres und lassen damit einen örtlichen Bezug offen. Als Künstler wird von den Institutionen ein unbekannter französischer Maler aus der zweiten Hälfte des 19. Jahrhunderts angenommen.

## Provenienz
Die frühe Provenienz des Bildes ist nicht bekannt. Erste Erwähnung findet das Gemälde 1902 im Verzeichnis von Théodore Duret, der als Besitzer Antonin Proust (1832–1905) vermerkt. Proust war ein Schulfreund Manets und könnte das Bild – theoretisch – als Geschenk erhalten haben. Die Autoren Paul Jamot und Georges Wildenstein vermerkten 1932 in ihrem Manet-Werkverzeichnis, Proust habe das Bild am 2. Juli 1902 bei einer Auktion anonym („Vente anynome N° 3“) verkauft.
Während des Zweiten Weltkrieges wurde das Gemälde von dem Kunsthändler Étienne Bignou (1891–1950) auf dem Pariser Kunstmarkt angeboten. Laut den entsprechenden Unterlagen verkaufte er das Bild am 10. Juni 1943 für 2.800.000 Franc an das Wallraf-Richartz-Museum in Köln. Der Export erfolgte am 2. August 1943 über den in Paris ansässigen niederländischen Kunsthändler Theo Hermsen (1905–1944), einen Geschäftspartner von Hildebrand Gurlitt. Vom Kölner Museum erhielt das Gemälde die Inventarnummer WRM 2687. Der Direktor des Wallraf-Richartz-Museums Otto H. Förster versuchte während des Krieges eine bedeutende Sammlung französischer Kunstwerke für die Kölner Sammlung zu sichern und bestätigte den Ankaufspreis für das Gemälde Landschaft (Arcachon) von Manet in seinen 1945 verfassten Aufzeichnungen. Als Ankaufsdatum hat er jedoch abweichend den März 1943 angegeben. Die Autoren Lesné und Roquebert haben darauf hingewiesen, dass es in den Archivunterlagen der für die Rückführung geraubter Kunstwerke zuständigen französischen Behörde Musées nationaux récupération (MNR) eine Notiz gibt, in der ein Verkauf des Manet-Bildes am 31. März 1943 von Madame J. Bonjean an Prof. Förster für 2.800.000 F/140.000 RM (Reichsmark) aufgeführt wird.
Für die Provenienz vor dem Zweiten Weltkrieg gibt es andere Variante, von der Manets Biograf Adolphe Tabarant 1947 berichtete. Er bezieht sich dabei auf einen angeblichen Brief von Antonin Proust, der im Besitz des Kunsthändlers Théodore Bonjean (1861–1913) gewesen sein soll. Demnach habe Proust das Bild der mit ihm und Manet befreundeten Tänzerin Rosita Mauri (1850–1923) übergeben und den Brief beigefügt. Darin soll Proust notiert haben, das Bild würde niemand kennen, aber für ihn sei es eine besonders liebe Erinnerung an den Freund, also Manet. Proust soll Rosita Mauri in dem Brief zudem gebeten haben, das Bild als Erinnerung zu bewahren. 1913 sei das Gemälde in die Sammlung des späteren Staatssekretärs René Manaut (1891–1992) gelangt, dessen Frau mit Rosita Mauri verwandt war. Danach sei das Bild in den Besitz von Théodore Bonjean gekommen, der jedoch bereits 1913 verstorben ist. Dessen Witwe Jeanne Bonjean (1869–1959) war die Schwiegermutter des Kunsthändlers Étienne Bignou, der als offizieller Verkäufer des Gemäldes 1943 gilt. Die Geschichte mit dem angeblichen Brief von Proust wirft mehrere Fragen auf. Unklar bleibt, warum Proust und Mauri sich bereits zu Lebzeiten von dem Erinnerungsbild an den gemeinsamen Freund Manet hätten trennen sollen, obwohl im genannten Brief eine enge emotionale Bindung betont wurde. Zudem erwähnte Tabarant den Brief von Proust an Mauri erst, als beide und auch der Kunsthändler Bonjean längst verstorben waren. Weiterhin ist das Auftauchen des Briefes in zeitlicher Nähe zum Verkauf des Gemäldes auffällig.
Unklar ist, wohin das Bild in Deutschland gelangte. Möglicherweise war es im Kunstdepot Hohenzollern in der Burg Hohenzollern eingelagert. Später befand es sich im Central Collecting Point in Baden-Baden, wo es mit der Nr. 1217 registriert wurde. Von dort gelangte das Bild am 16. Juli 1947 mit einem Transport zurück nach Frankreich. Da das Bild keinem privaten Besitzer zugeordnet werden konnte, wurde es vom zuständigen Office des Biens et Intérêts Privés dem Pariser Louvre übergeben. Das für die Einrichtung von Behörden zuständige Mobilier national übergab das Gemälde 1950 der Französischen Botschaft in London, wo es bis 1999 blieb. Danach kehrte es zurück in den Louvre. Dort gehört es jedoch nicht zum Bestand des Museums, sondern wird weiterhin als ungeklärter Besitz treuhändisch aufbewahrt. Es ist daher nicht vom Louvre inventarisiert, sondern trägt weiterhin die Inventarnummer 8 des Musées nationaux récupération (MNR). Das Bild wurde selten öffentlich ausgestellt. Vom 9. April bis 5. Mai 1997 zeigte der Louvre das Bild in der Ausstellung Présentation des œuvres récupérées après la Seconde Guerre mondiale et confiées à la garde des musées nationaux, die Kunstwerke in staatlichem Besitz vorstellte, deren Eigentümer nicht bekannt sind.